# Lissonota coracinata
Lissonota coracinata là một loài tò vò trong họ Ichneumonidae.